# Jan Magnusson (litteraturvetare)
Jan Magnusson, född 1948, är en svensk litteraturvetare och författare.
Magnusson har bland annat skrivit om Paul Anderssons poesi samt HBTQ-perspektiv i samtida litteratur. Han har återkommande medverkat i tidskriften lambda nordica.